# Leis Fascistíssimas
As Leis Fascistíssimas, ou Leis Fascistas Excepcionais, foi uma série de normas legais emitidas entre 1925 e 1926 que deram início à transformação do sistema monárquico parlamentar italiano em direção à criação de um regime fascista. A aprovação das leis veio após o período de maior crise na fase inicial do governo Mussolini, o sequestro e assassinato do deputado socialista Giacomo Matteotti.
As Leis Fascistíssimas foram:
- Lei nº 2029 (24 de dezembro de 1925): É estabelecido que todos os órgãos coletivos na Itália (associações, institutos) estavam sujeitos ao controle policial, sendo obrigados a entregar estatutos, contratos sociais, regulamentos internos, listas de membros e administradores.

- Lei nº 2300 (24 de dezembro de 1925): Fica estabelecida a cessação de todos os funcionários públicos que se recusem a prestar juramento de fidelidade ao regime.

- Lei nº 2263 (24 de dezembro de 1925): Define os poderes e prerrogativas do Presidente do Conselho de Ministros, cujo nome muda para Chefe do Governo Primeiro-Ministro Secretário de Estado. Fica estabelecido que o Chefe do Governo é nomeado e demitido pelo Rei, sendo responsável apenas perante o rei e não perante o parlamento.

- Lei nº 100 (31 de janeiro de 1926): O governo tem o direito de fazer regulamentações legais. Com esta lei, o poder executivo passa a ter o poder de ditar normas jurídicas por meio de decretos, sem a necessidade de intervenção das assembleias legislativas.

- Lei nº 237 (4 de fevereiro de 1926): As autoridades designadas pelo governo substituem as administrações eletivas municipais e provinciais que são extintas.

- Lei nº 563 (3 de abril de 1926): As greves são proibidas e o monopólio dos sindicatos fascistas que poderiam assinar acordos coletivos é estabelecido.

- Decreto Real nº 1848 (6 de novembro de 1926): É ordenada a dissolução de todos os partidos, associações e organizações que praticam ações contra o regime, deixando o Partido Nacional Fascista como o único partido admitido.

- Lei nº 2008 (25 de novembro de 1926): A sanção com a pena de morte é instituída para os ataques dirigidos ao Rei e ao Primeiro-Ministro. A instigação do ataque, através da imprensa, torna-se crime específico sancionado juntamente com a divulgação de "boatos ou notícias falsas, exageradas ou tendenciosas sobre as condições internas do Estado" que prejudiquem os interesses nacionais ou o prestígio do Estado. Com esta lei é criado o Tribunale speciale per la difesa dello Stato.

Outras disposições legais criam o Ministério da Cultura Popular, que se encarregaria da propaganda; estabelece a polícia secreta fascista, OVRA; obrigação dos professores de aderirem ao Partido Nacional Fascista e por volta de 1928, com a Lei nº 2693, foi composto o Grande Conselho do Fascismo, presidido por Mussolini, que seria o órgão supremo do partido fascista e portanto do Estado.